# 高橋ゆな
高橋 ゆな（たかはし ゆな、1994年1月15日 - ）は、日本の俳優、声優、モデルである。所属事務所はオフィス・ルード。

## 経歴
岐阜県羽島市出身。2012年に岐阜県立各務原西高等学校および2016年に南山大学を卒業した。幼いころから音楽に親しみ、4歳の頃からピアノレッスンを開始。中学卒業まで没頭し続けたが高校進学を機にレッスンを卒業。高校では演劇部に入部し、演劇を始めることになる。そこで演技に目覚め、大学進学後も数々の学生演劇や学生制作の短編映画に出演。23歳で上京し、いくつかの舞台への出演、またアイゼスタジオ、コロナ禍の頃は文学座附属演劇研究所60期本科にて演技の研鑽を積む。
しかし俳優として思うようなキャリアを積むことができなかったため、状況を打破すべく『Actor's Challenge』という企画を立ち上げ、主演・プロデューサーとして自分の個性を活かした映画作りを開始した。一作目である短編映画『愛とか、恋とか』は萩ibasho映画祭 2024にて正式上映を果たす。二作目の短編映画『愛の挨拶』は、三河映画全面協力のもと制作され、VAFF28（バンクーバー・アジアン映画祭）のオフィシャルセレクションに選出された。

### 三河映画での活動
20歳のころ、三河映画長編第二弾『渇愛（Ben-Joe）』のオーディションを受けたことをきっかけに三河映画と出会う。役を射止めることはできなかったが、脚本の創造性の高さと鋭い描写に惹かれ「俳優でなくても、何でもやるから作品に関わらせてほしい」と申し出、未経験ながら3年に渡り作品の助監督を務める。作品のクランクアップと共に俳優を志し上京。その後『渇愛（Ben-Joe）』がタリン・ブラックナイト映画祭でワールドプレミア上映された際にはエストニアへの渡航に同行。海外の映画祭での経験に感動したことから、岩松あきら監督に「私を主演に映画を撮ってほしい」とオファーし、三河映画全面協力のもと短編映画『愛の挨拶』制作が始動した。

### 東海地方での活動
近年は地元岐阜県を舞台にした岐阜特撮短編映画『アユラ』に主演として出演、また愛知県豊田市の農村を舞台にした連続ドラマ『おはよう、家族』に出演するなど、東海地方での活動の幅を広げている。ほかにも、地元岐阜県を盛り上げる活動をしたい思いから濃姫グランプリに出場。2024年度の６代目濃姫準グランプリとなり、岐阜市内のイベントに多数出演している。

## 出演

### 映画（太字は主演）
- 「へそのあな」監督：岡安希 - ナツミ 役（2013～）
- 「往生際の悪いオトコ」監督：岩松あきら - 女2役（2014～）
- 「豊田女子大学附属高校探知同好会」監督：中屋充史 - マチ子 役（2015～）
- 「The Fatal Sunday」 - 中村ゆな 役（2016～）
- 「愛とか、恋とか」監督：中屋充史 - ゆな 役（2024～）
- 「愛の挨拶」監督：岩松あきら - 青井沙織 役（2024～）
- 岐阜特撮「アユラ」監督：柴田晃宏 - 長良奈々美 役（完成予定）

### 舞台
- 孤独部「エアコン」「湿度」助演（2013）
- 試験管ベビー 「浦島サミット」助演（2013）
- 第13回AAF戯曲賞受賞作 「パブリックイメージリミテッド」 - H 役（2015）
- 劇団バットとグローブ座「ヴェニスの商人」 - ジェシカ 役（2017）
- やみ・あがりシアター「りんぷん手帖」 - けい 役（2017）
- ヒロセ・プロジェクト「優しい魔法のとなえ方2020」 - 佐伯まりな 役（2020）
- 文学座附属演劇研究所卒業公演「からゆきさん」 - ミユキ 役（2021）
- TOKYO笹塚ボーイズ「死んだあとにあげる花束よりも、生きているあなたに花束を」 - 三上ゆり 役（2021）

### TV
- テレビユー福島「ふくしまイノベーション」監督：島田毅 - 女性社員 役（2023）
- 日本テレビ「笑ってこらえて」王子の旅 - メイン・古谷知華 役（2023）
- フジテレビ「坂上どうぶつ王国」ドラマパート - 池田明美の姉 役（2023）
- テレビ東京「ナースが婚活」#7　監督：水田成英 - 婚活女性 役（2024）

### 声優・ナレーション
- 「幸福な結末」監督：岩松あきら　ネコの声役（2022～）